# ماكس هيلير
ماكس هيلير (Max Hilaire) (مواليد 6 ديسمبر 1985)، هو لاعب كرة قدم كان يلعب كلاعب وسط. يلعب مع منتخب هايتي لكرة القدم منذ عام 2011.

## وصلات خارجية
- ماكس هيلير على موقع الاتحاد الدولي (مؤرشف)  (الإنجليزية)
- ماكس هيلير على موقع قاعدة بيانات كرة القدم.إي يو (الإنجليزية)
- ماكس هيلير على موقع ليكيب (الفرنسية)
- ماكس هيلير على موقع ناشيونال فوتبول تيمز (الإنجليزية)
- ماكس هيلير على موقع Soccerway.com (الإنجليزية)
- ماكس هيلير على موقع AS.com (الإسبانية)